# Staňkov (Jindřichův Hradec-i járás)
Staňkov település Csehországban, a Jindřichův Hradec-i járásban. Staňkov Chlum u Třeboně, Stráž nad Nežárkou és Rapšach településekkel határos. Lakosainak száma 204 fő (2024. január 1.).

## Népesség
A település lakosságának változását az alábbi diagram mutatja:
| Lakosok száma | 638  | 777  | 667  | 364  | 307  | 243  | 216  | 199  | 200  | 204  |
|               | 1869 | 1890 | 1921 | 1950 | 1980 | 2001 | 2017 | 2019 | 2022 | 2024 |